# Oxypilus montanus
Oxypilus montanus es una especie de mantis de la familia Hymenopodidae.

## Distribución geográfica
Se encuentra en Burundi, Kenia, Ruanda, Tanzania y en Uganda.